# Neuried (Baden-Württemberg)
Neuried è un comune tedesco di 10 049 abitanti,  situato nel land del Baden-Württemberg.